# 合同行政機構 (イギリス)
合同行政機構（英語: Combined Authority）はロンドンを除くイングランドにおいて、2009年地方政治・経済発展・建設法（英語版）によって導入された地方政府の種類である。
2011年4月1日に設置されたグレーター・マンチェスター合同行政機構を皮切りに、2014年に4つ、2016年と2017年にそれぞれ2つ、2018年に1つが新たに設置されており、2020年現在10の合同行政機構が存在する。
合同行政機構は交通・経済発展・地域振興に効果が発揮されると考えられる地域に、地方自治体の意思によって設置され、もともと地方自治体が持つ権限を集約するとともに、交通・経済分野においてイギリス政府からも権限の委譲を受け、地域に適した政策を行う。

## 沿革
1986年のメトロポリタン・カウンティ・カウンシルとグレーター・ロンドン・カウンシルの廃止により、イングランドにおいて大都市近郊の広い範囲を対象とした自治体が消滅した。1999年には住民投票（英語版）を経てロンドンにグレーター・ロンドン・オーソリティーが設置されたが、ロンドン以外の地域には類似の組織は置かれなかった。ブレア政権は1998年に各リージョンに設置されていた地方会議（Regional Assembly）の公選化を目指していたが、最も有望と見られていたノース・イースト・イングランドにおいても住民投票（英語版）で否決されるなど、枠組みの支持者は少なかった。その後、代替としてシティ・リージョン（英語版）の考え方が浮上した。
なお、地方会議は地方開発局（Regional Development Agency）の方針決定を目的として設置されたものであったが、地方会議は2008年から2010年にかけて廃止され、地方開発局についても2010年10月に民間企業と自治体で構成される任意団体である地域企業協会（Local Enterprise Partnership）によって置き換える方針が発表された。
2010年にはグレーター・マンチェスター自治体協会（英語版）からの提案を受け入れ、グレーター・マンチェスターを対象とした非公選制のグレーター・マンチェスター合同行政機構が翌2011年4月1日に設置された。2012年には市長公選制の導入（・維持）の是非を問う住民投票が合計11の都市で行われた（英語版）が、2つの都市を除き否決され、以後合同行政機構が都市を中心とした地域に権限を委譲するための手段として利用されている。2014年にはサウス・ヨークシャー、ウェスト・ヨークシャー、マージーサイドとその周辺、タイン・アンド・ウィアとその周辺、2016年にはウェスト・ミッドランズに合同行政機構が設けられ、6つのメトロポリタン・カウンティすべてに合同行政機構が置かれる運びとなった。
メトロポリタン・カウンティを含まない初の合同行政機構は2016年に設置されたティーズ・ヴァレー合同行政機構であり、翌2017年にはブリストルとその周辺及びケンブリッジシャーにそれぞれ合同行政機構が設置された。

## 根拠法
2009年地方政治・経済発展・建設法（英語版）では交通に関する権限の一部の委譲を可能にし、2011年地方主義法（英語版）ではコミュニティ・地方自治大臣からさらなる権限の委譲が認められるとともに「General Power of Competence」（「禁じられていないすべてのものは認められている」とする力）が与えられた。中央政府から新たに与えられる権限の他に、もともと自治体側が持つ権限についても合同行政機構に集約して行使することができるが、この範囲は参加する自治体によって決定される。
2014年に政府は合同行政機構について定めた法律の改正を諮問し、法律の対象をグレーター・ロンドンやスコットランドとウェールズに広げるべきとの答申を受けた。2016年1月28日にはイングランドとウェールズの合同行政機構に対し、公選制市長の設置と住宅、交通、都市計画、警察の各分野に関する権限の委譲を認める2016年都市・地方自治体権限委譲法が国王裁可を受けた。

## 権限・役割
合同行政機構には法人格が認められており、統合交通局（Integrated Transport Authority）および経済繁栄委員会（Economic Prosperity Board）の役割を担うことが可能であるため、合同行政機構を構成する自治体が持つ権限のうち経済発展・再生に関わるものや、統合交通局に国から与えられる機能を行使することができる。交通に関する分野では、資金調達を行うことができるとともに構成する自治体から関係費用を徴収することも可能である。
欧州連合の方針に合致する施策については、欧州連合の機関から資金を調達することが推奨されており、グレーター・マンチェスター合同行政機構は2015年までに大蔵省や民間のほか、欧州投資銀行から10億ポンド以上を借り入れている。

## 設置・変更
合同行政機構は2つ以上の隣接する自治体によって構成される。設置は任意であり、構成自治体すべての同意がなければならない。グレーター・ロンドン外にあるすべてのディストリクトが合同行政機構を構成することができ、カウンティについてはカウンティ内のディストリクトが1つでも合同行政機構に入っている場合に参加が可能である。なお、同時に複数の合同行政機構に参加することはできない。

合同行政機構の設置・変更には3つの段階がある。まず、合同行政機構の設置が下記の分野の改善につながるかどうかの調査が行われる。
"...地域の交通に関する法令上の機能の行使、地域の交通の効果と効率性、地域の経済発展・再生に関する法令上の機能の行使、そして地域経済の状況"—2009年地方政治・経済発展・建設法第3章
調査が完了すると予定される合同行政機構を構成する地方自治体は合同行政機構の範囲、規則、役割などからなる計画案を作成する。この計画案では構成する自治体や報酬、会議の進行や記録方法なども定められる。諮問期間を経て、住宅・コミュニティ・地方自治大臣の承認を受けたのち、政令によって合同行政機構が正式に設置・廃止・変更される。

## 一覧

2017年時点の合同行政機構

2012年の公選制市長に関する住民投票の失敗を受け、権限及び財源の委譲先として合同行政機構の設置が推進されている。合同行政機構の設置状況は以下のとおりである。
| 合同行政機構                             | 構成自治体 （ディストリクト）                | 典礼カウンティ             | リージョン                         | 設置          | 政庁所在地                 | 人口        | 公選制市長 |
| ---------------------------------------- | -------------------------------------------- | -------------------------- | ---------------------------------- | ------------- | -------------------------- | ----------- | ---------- |
| ケンブリッジシャー・アンド・ピーターバラ | ケンブリッジ                                 | ケンブリッジシャー         | イースト・オブ・イングランド       | 2017年3月3日  | アルコンベリー             | 852,523人   | あり       |
| ケンブリッジシャー・アンド・ピーターバラ | イースト・ケンブリッジシャー                 | ケンブリッジシャー         | イースト・オブ・イングランド       | 2017年3月3日  | アルコンベリー             | 852,523人   | あり       |
| ケンブリッジシャー・アンド・ピーターバラ | フェンランド                                 | ケンブリッジシャー         | イースト・オブ・イングランド       | 2017年3月3日  | アルコンベリー             | 852,523人   | あり       |
| ケンブリッジシャー・アンド・ピーターバラ | ハンティンドンシャー                         | ケンブリッジシャー         | イースト・オブ・イングランド       | 2017年3月3日  | アルコンベリー             | 852,523人   | あり       |
| ケンブリッジシャー・アンド・ピーターバラ | ピーターバラ                                 | ケンブリッジシャー         | イースト・オブ・イングランド       | 2017年3月3日  | アルコンベリー             | 852,523人   | あり       |
| ケンブリッジシャー・アンド・ピーターバラ | サウス・ケンブリッジシャー                   | ケンブリッジシャー         | イースト・オブ・イングランド       | 2017年3月3日  | アルコンベリー             | 852,523人   | あり       |
| グレーター・マンチェスター               | ボルトン                                     | グレーター・マンチェスター | ノース・ウェスト・イングランド     | 2011年4月1日  | マンチェスター             | 2,756,000人 | あり       |
| グレーター・マンチェスター               | ベリー                                       | グレーター・マンチェスター | ノース・ウェスト・イングランド     | 2011年4月1日  | マンチェスター             | 2,756,000人 | あり       |
| グレーター・マンチェスター               | オールダム                                   | グレーター・マンチェスター | ノース・ウェスト・イングランド     | 2011年4月1日  | マンチェスター             | 2,756,000人 | あり       |
| グレーター・マンチェスター               | マンチェスター                               | グレーター・マンチェスター | ノース・ウェスト・イングランド     | 2011年4月1日  | マンチェスター             | 2,756,000人 | あり       |
| グレーター・マンチェスター               | ロックデール                                 | グレーター・マンチェスター | ノース・ウェスト・イングランド     | 2011年4月1日  | マンチェスター             | 2,756,000人 | あり       |
| グレーター・マンチェスター               | サルフォード                                 | グレーター・マンチェスター | ノース・ウェスト・イングランド     | 2011年4月1日  | マンチェスター             | 2,756,000人 | あり       |
| グレーター・マンチェスター               | ストックポート                               | グレーター・マンチェスター | ノース・ウェスト・イングランド     | 2011年4月1日  | マンチェスター             | 2,756,000人 | あり       |
| グレーター・マンチェスター               | テームサイド                                 | グレーター・マンチェスター | ノース・ウェスト・イングランド     | 2011年4月1日  | マンチェスター             | 2,756,000人 | あり       |
| グレーター・マンチェスター               | トラフォード                                 | グレーター・マンチェスター | ノース・ウェスト・イングランド     | 2011年4月1日  | マンチェスター             | 2,756,000人 | あり       |
| グレーター・マンチェスター               | ウィガン                                     | グレーター・マンチェスター | ノース・ウェスト・イングランド     | 2011年4月1日  | マンチェスター             | 2,756,000人 | あり       |
| リバプール・シティ・リージョン           | ハルトン                                     | チェシャー                 | ノース・ウェスト・イングランド     | 2014年4月1日  | リバプール                 | 1,525,000人 | あり       |
| リバプール・シティ・リージョン           | ノウズリー                                   | マージーサイド             | ノース・ウェスト・イングランド     | 2014年4月1日  | リバプール                 | 1,525,000人 | あり       |
| リバプール・シティ・リージョン           | リヴァプール                                 | マージーサイド             | ノース・ウェスト・イングランド     | 2014年4月1日  | リバプール                 | 1,525,000人 | あり       |
| リバプール・シティ・リージョン           | セフトン                                     | マージーサイド             | ノース・ウェスト・イングランド     | 2014年4月1日  | リバプール                 | 1,525,000人 | あり       |
| リバプール・シティ・リージョン           | セント・ヘレンス                             | マージーサイド             | ノース・ウェスト・イングランド     | 2014年4月1日  | リバプール                 | 1,525,000人 | あり       |
| リバプール・シティ・リージョン           | ウィラル                                     | マージーサイド             | ノース・ウェスト・イングランド     | 2014年4月1日  | リバプール                 | 1,525,000人 | あり       |
| ノース・オブ・タイン                     | ニューカッスル・アポン・タイン               | タイン・アンド・ウィア     | ノース・イースト・イングランド     | 2018年11月2日 | ウォールセンド             |             | あり       |
| ノース・オブ・タイン                     | ノース・タインサイド                         | タイン・アンド・ウィア     | ノース・イースト・イングランド     | 2018年11月2日 | ウォールセンド             |             | あり       |
| ノース・オブ・タイン                     | ノーサンバーランド                           | ノーサンバーランド         | ノース・イースト・イングランド     | 2018年11月2日 | ウォールセンド             |             | あり       |
| シェフィールド・シティ・リージョン       | バーンスリー                                 | サウス・ヨークシャー       | ヨークシャー・アンド・ザ・ハンバー | 2014年4月1日  | シェフィールド             |             | あり       |
| シェフィールド・シティ・リージョン       | ドンカスター                                 | サウス・ヨークシャー       | ヨークシャー・アンド・ザ・ハンバー | 2014年4月1日  | シェフィールド             |             | あり       |
| シェフィールド・シティ・リージョン       | ロザラム                                     | サウス・ヨークシャー       | ヨークシャー・アンド・ザ・ハンバー | 2014年4月1日  | シェフィールド             |             | あり       |
| シェフィールド・シティ・リージョン       | シェフィールド                               | サウス・ヨークシャー       | ヨークシャー・アンド・ザ・ハンバー | 2014年4月1日  | シェフィールド             |             | あり       |
| ティーズ・ヴァレー                       | ダーリントン                                 | ダラム                     | ノース・イースト・イングランド     | 2016年4月1日  | ソーナビー・オン・ティーズ |             | あり       |
| ティーズ・ヴァレー                       | ハートルプール                               | ダラム                     | ノース・イースト・イングランド     | 2016年4月1日  | ソーナビー・オン・ティーズ |             | あり       |
| ティーズ・ヴァレー                       | ストックトン・オン・ティーズ                 | ダラム                     | ノース・イースト・イングランド     | 2016年4月1日  | ソーナビー・オン・ティーズ |             | あり       |
| ティーズ・ヴァレー                       | ノース・ヨークシャー                         |                            | ノース・イースト・イングランド     | 2016年4月1日  | ソーナビー・オン・ティーズ |             | あり       |
| ティーズ・ヴァレー                       | ミドルスブラ                                 |                            | ノース・イースト・イングランド     | 2016年4月1日  | ソーナビー・オン・ティーズ |             | あり       |
| ティーズ・ヴァレー                       | レッドカー・アンド・クリーヴランド           |                            | ノース・イースト・イングランド     | 2016年4月1日  | ソーナビー・オン・ティーズ |             | あり       |
| ウェスト・ミッドランズ                   | バーミンガム                                 | ウェスト・ミッドランズ     | ウェスト・ミッドランズ             | 2016年6月1日  | バーミンガム               | 2,834,000人 | あり       |
| ウェスト・ミッドランズ                   | コヴェントリー                               | ウェスト・ミッドランズ     | ウェスト・ミッドランズ             | 2016年6月1日  | バーミンガム               | 2,834,000人 | あり       |
| ウェスト・ミッドランズ                   | ダドリー                                     | ウェスト・ミッドランズ     | ウェスト・ミッドランズ             | 2016年6月1日  | バーミンガム               | 2,834,000人 | あり       |
| ウェスト・ミッドランズ                   | サンドウェル                                 | ウェスト・ミッドランズ     | ウェスト・ミッドランズ             | 2016年6月1日  | バーミンガム               | 2,834,000人 | あり       |
| ウェスト・ミッドランズ                   | ソリフル                                     | ウェスト・ミッドランズ     | ウェスト・ミッドランズ             | 2016年6月1日  | バーミンガム               | 2,834,000人 | あり       |
| ウェスト・ミッドランズ                   | ウォルソール                                 | ウェスト・ミッドランズ     | ウェスト・ミッドランズ             | 2016年6月1日  | バーミンガム               | 2,834,000人 | あり       |
| ウェスト・ミッドランズ                   | ウルヴァ―ハンプトン                          | ウェスト・ミッドランズ     | ウェスト・ミッドランズ             | 2016年6月1日  | バーミンガム               | 2,834,000人 | あり       |
| ウェスト・オブ・イングランド             | バース・アンド・ノース・イースト・サマセット | サマセット                 | サウス・ウェスト・イングランド     | 2017年2月9日  | ブリストル                 | 1,119,000人 | あり       |
| ウェスト・オブ・イングランド             | ブリストル                                   | ブリストル                 | サウス・ウェスト・イングランド     | 2017年2月9日  | ブリストル                 | 1,119,000人 | あり       |
| ウェスト・オブ・イングランド             | サウス・グロスターシャー                     | グロスタシャー             | サウス・ウェスト・イングランド     | 2017年2月9日  | ブリストル                 | 1,119,000人 | あり       |
| ウェスト・ヨークシャー                   | ブラッドフォード                             | ウェスト・ヨークシャー     | ヨークシャー・アンド・ザ・ハンバー | 2014年4月1日  | リーズ                     |             | 計画       |
| ウェスト・ヨークシャー                   | カルダースデール                             | ウェスト・ヨークシャー     | ヨークシャー・アンド・ザ・ハンバー | 2014年4月1日  | リーズ                     |             | 計画       |
| ウェスト・ヨークシャー                   | カークリーズ                                 | ウェスト・ヨークシャー     | ヨークシャー・アンド・ザ・ハンバー | 2014年4月1日  | リーズ                     |             | 計画       |
| ウェスト・ヨークシャー                   | リーズ                                       | ウェスト・ヨークシャー     | ヨークシャー・アンド・ザ・ハンバー | 2014年4月1日  | リーズ                     |             | 計画       |
| ウェスト・ヨークシャー                   | ウェイクフィールド                           | ウェスト・ヨークシャー     | ヨークシャー・アンド・ザ・ハンバー | 2014年4月1日  | リーズ                     |             | 計画       |
| ノース・イースト                         | カウンティ・ダラム                           | ダラム                     | ノース・イースト・イングランド     | 2014年4月15日 | サウス・シールズ           |             | なし       |
| ノース・イースト                         | ゲーツヘッド                                 | タイン・アンド・ウィア     | ノース・イースト・イングランド     | 2014年4月15日 | サウス・シールズ           |             | なし       |
| ノース・イースト                         | サウス・タインサイド                         | タイン・アンド・ウィア     | ノース・イースト・イングランド     | 2014年4月15日 | サウス・シールズ           |             | なし       |
| ノース・イースト                         | サンダーランド                               | タイン・アンド・ウィア     | ノース・イースト・イングランド     | 2014年4月15日 | サウス・シールズ           |             | なし       |

## 計画
| 名称（区域） | 現況                                                             |
| --- | ---------------------------------------------------------------- |
| チェシャー・アンド・ウォリントン （構成自治体：チェシャー・イースト、チェシャー・ウェスト・アンド・チェスター、ウォリントン） | パブリックコメントは2017年夏に実施済。2020年春現在政府認可待ち。 |
| ハート・オブ・ザ・サウス・ウェスト （デヴォン、サマセット）                                                                   | 自治体間で協議進行中、方向性は一致。                             |
| ドーセット （ドーセット） | 検討中。                                                         |
| レスター・アンド・レスターシャー （レスター、レスターシャー）                                                                 | 自治体合意待ち。                                                 |

### 中止された計画
- カンブリア[29]
- イースト・アングリア（ケンブリッジシャー・アンド・ピーターバラ（英語版）は別で実現）[30]
- エセックス[31]
- グレーター・リンカンシャー[32]
- ハート・オブ・ハンプシャー[33]
- ランカシャー[34]
- ノーフォーク・アンド・サフォーク[35]
- ノース・ミッドランズ（英語版）[36]
- ワン・ヨークシャー[37]
- ソレント（サウサンプトン、ポーツマス、ワイト島）[38]